# 莫諾河
莫諾河（英語：Mono River）是西非國家多哥東部的主要河流，河道全長約400公里，流域面積約20,000平方公里，發源自索科德和與貝寧接壤邊境之間，向南流成為多哥和貝寧的邊境，最後注入貝寧灣。
1987年，在距離河口160公里的河道上興建水壩，以用作水力發電，7,600至10,000居民需要遷移，而河口的生態系統也因水流變化減少而改變。